# Hans-Joachim Hoffmann
Hans-Joachim Hoffmann, né le 10 octobre 1929 à Bunzlau (aujourd'hui Bolesławiec en Pologne) et mort le 19 juillet 1994 à Berlin, est un homme politique allemand.
Membre du Parti socialiste unifié d'Allemagne (SED), il est ministre de la Culture de la République démocratique allemande de 1973 à 1989.

## Biographie
Issu d'une famille ouvrière, Hans-Joachim Hoffmann apprend le métier de monteur électricien.
Il adhère au Parti communiste d'Allemagne (KPD) en 1945 puis au Parti socialiste unifié d'Allemagne (SED) en 1946. À partir de 1948, il exerce diverses responsabilités au sein de la Jeunesse libre allemande (FDJ) et du SED dans le district et l'arrondissement de Leipzig.
À l'issue d'une formation à l'école du parti en 1956, il est diplômé en sciences sociales.
De 1971 à 1973, il dirige la section Culture au comité central du SED et de 1973 à 1989 il est ministre de la Culture. À partir de 1976, il est membre du comité central du SED et député à la Volkskammer. En 1977, il remplace Max Burghardt au poste de président du Kulturbund der DDR.
En 1982, il obtient le titre de Docteur en philosophie pour sa thèse « le développement de la politique culturelle marxiste-léniniste et ses résultats les plus importants depuis le 7e Congrès du parti ». En 1974, il est décoré de l'ordre du Mérite patriotique.